# Sangli-Miraj-Kupwad
Sangli-Miraj-Kupwad és una corporació metropolitana de l'Índia al sud de Maharashtra, capital del districte de Sangli. Està formada per la unió de les ciutats de Sangli, Miraj i altres menors:
- Sangli (ciutat)
- Sangliwadi
- Madhavnagar
- Wanlesswadi
- Vishrambag
- Miraj (ciutat)
- Brahmanpuri
- Kupwad
- Government colony
- Sanjaynagar

Dins l'àrea urbana s'inclouen alguns suburbis: 
- Ashta a 14 km
- Jaysingpur a 6 km
- Budhgaon a 8 km
- Kavalapur a 10 km
- Ichalkaranji a 24 km
- Haripur a 5 km
- Bamnoli a 6 km
- Dhamani a 4 km
- Shirol a 8 km
- Bhilavadi a 18 km

La població de la corporació municipal metropolitana segons el cens del 2001 era de 436.639 i segons l'estimació del 2008 era de 601.214 habitants.
Sangli i Miraj foren capitals dels estats de Sangli i de Miraj Sènior. La ciutat de Sangli pròpia a la vora del Kistna. una mica al nord de la confluència amb el Varna.